# 타마 카프릴리언
타마르 카프렐랸(아르메니아어: Թամար Գաբրելեան, 1986년 10월 28일 ~ )은 아르메니아의 가수, 작곡가, 피아니스트이다. 유로비전 송 콘테스트 2015에 아르메니아 대표로 나온 지니앨러지의 멤버이다.